# Wydajność oprogramowania
Wydajność oprogramowania wyraża ilość pracy wykonanej w określonym przedziale czasu. Im więcej pracy program wykona w jednostce czasu, tym większa jest jego wydajność. Uściślając, wydajność programu jest mierzona liczbą jednostek danych wejściowych (rozmiarem danych), którymi w danym czasie program ten zarządza w celu przekształceniu ich na jednostki wyjściowe (dane wynikowe).